# Bossendorf
Bossendorf település Franciaországban, Bas-Rhin megyében. Lakosainak száma 383 fő (2022. január 1.). Bossendorf Alteckendorf, Lixhausen, Schwindratzheim, Wickersheim-Wilshausen és Hochfelden községekkel határos.

## Népesség
A település népességének változása:
| Lakosok száma | 378  | 401  | 407  | 399  | 395  | 391  | 387  | 383  | 383  |
|               | 2013 | 2015 | 2016 | 2017 | 2018 | 2019 | 2020 | 2021 | 2022 |